# Area di conservazione della Danum Valley
L'area di conservazione della Danum Valley (Danum Valley Conservation Area) è un'area protetta della Malaysia situata nella parte settentrionale dell'isola del Borneo. Si trova nelle foreste del Sabah sud-orientale, a circa 70 km a ovest di Lahad Datu.

## Storia
Nel 1976 nell'area di Danum venne inviata una spedizione scientifica promossa dal ministero dei Parchi nazionali di Sabah e finanziata dal WWF Malaysia. Il rapporto su quell'esperienza di studio della biodiversità della zona si concludeva con la raccomandazione di istituirvi un parco nazionale. Da quasi un secolo, però, la valle rientrava in una concessione forestale della Sabah Foundation destinata al taglio. Uno studio sulla fauna condotto a livello nazionale alcuni anni dopo giunse alla conclusione che la zona corrispondeva a una delle aree più importanti del Sabah, in termini di conservazione di mammiferi e uccelli. Fu così che nel 1980, la Sabah Foundation decise di trasformare parte della sua proprietà, Danum Valley appunto, in un'area di conservazione, che nel 1995 ottenne lo statuto di riserva forestale di protezione, per la quale vige il divieto di taglio.
La riserva forestale di protezione Danum Valley si estende oggi su un'area di 438 km² compresa nel bacino idrico del Sungai Segama. Circondata da foreste destinate alla produzione di legname, Danum Valley è protetta da un'ampia area-cuscinetto di foresta naturale che garantisce la riproduzione di alcune specie animali vulnerabili.

## Flora e fauna

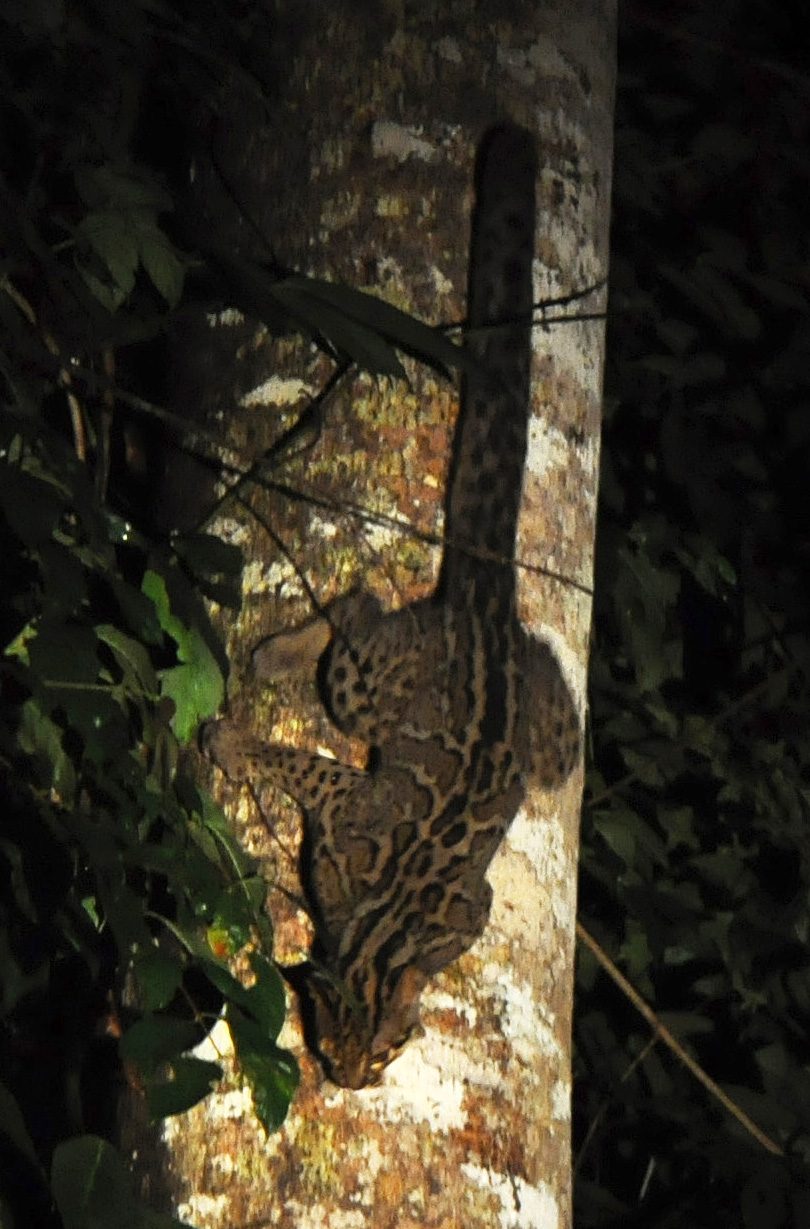
Il gatto marmorizzato, uno degli abitanti della riserva.

Nella zona sono state classificate circa 1300 specie di piante. Fra le più interessanti figurano due dipterocarpacee, Parashorea malaanonan e P. tomentella (forse la specie più diffusa fra i grandi alberi delle foreste naturali di questa parte del Sabah), il Citrus macroptera (un grande albero che produce voluminosi frutti gialli), il Mangifera pajang (della famiglia del mango) e il Nenga gajah (palma rarissima presente solo qui e a Sumatra). Le montagne comprese nella valle sono invase da diverse specie di conifere, quattro specie di nepenti, una rara orchidea scarpetta e un bambù rampicante.
Anche la vita animale è molto eterogenea. Le indagini condotte finora hanno censito 124 specie di mammiferi, 275 di uccelli, 72 di rettili, 56 di anfibi e 37 di pesci.
Fra i mammiferi, si contano 10 specie di primati (fra essi, oranghi e presbiti marroni), elefanti asiatici, rinoceronti di Sumatra, banteng, orsi malesi e leopardi nebulosi. Nella riserva si riscontrano tutti i buceri del Borneo e sette specie di pitte, timidi uccelli dai colori vivaci che prediligono gli ambienti umidi più vicini al tappeto forestale.

## Turismo
Il territorio è per quattro quinti collinare, con un punto elevato a 1090 metri in corrispondenza del Gunung Danum, caratterizzato da forti pendenze e percorso da fiumi difficilmente navigabili. Di conseguenza, gran parte delle attività turistiche sono concentrate nelle terre più pianeggianti.
I più avventurosi potranno comunque cimentarsi con la scalata di alcune zone più remote che rispondono a nomi fantasiosi, come le cascate e le rapide di Dismal Gorge (gola lugubre) o il Tribolation Mount (monte tribolazione) che, sebbene non troppo elevato, è particolarmente ripido e fitto di felci, orchidee e nepenti.
Nel 1994 è stato inaugurato il Borneo Rainforest Lodge, un centro visite affacciato alle rive del Sungai Danum, a circa 10 km dal Field Centre. Nelle vicinanze si trovano bellissimi angoli che invitano al bagno e sentieri che penetrano in variegate foreste, in parte soggette al taglio ma prevalentemente ancora intatte. Gli appassionati di trekking possono seguire gli itinerari segnalati, da soli o accompagnati da guide o esperti naturalisti. Una passerella sospesa a oltre 25 metri da terra offre uno splendido scenario sulla vita animale e vegetale dei piani alti della foresta.
Nella zona si possono praticare altre attività più particolari, come escursioni in jeep scoperte lungo le piste, alla scoperta degli animali notturni.
Secondo la fortuna, si possono vedere traguli e viverre diverse, scoiattoli volanti, cervi muntjak e cinghiali barbati.

## Progetti di ricerca
A partire dal 1984, a Danum Valley sono stati condotti oltre 100 studi di ricerca nell'ambito di un programma coordinato a livello internazionale, con base nel Field Centre della riserva e concernenti lo studio comparativo di fauna e flora delle foreste vergini e di quelle tagliate e studi sull'ecologia di alcune specie, quali tupaie, rinoceronti e traguli.
Durante le campagne di studio sono stati rinvenuti alcuni esempi di artigianato tradizionale, come grandi giare di ispirazione cinese e sarcofagi di legno. Inoltre, lungo le rive del Sungai Danum e a monte del Sungai Segama sono state ritrovate ossa umane risalenti almeno al XVII secolo. Ciononostante, pare che le foreste di Danum Valley non abbiano subito eccessive pressioni da parte dell'uomo, salvo le occasionali incursioni dei cacciatori. In tal senso, invece che privare la foresta del suo valore, tali reperti di passate attività umane restano a testimonianza dei profondi cambiamenti che a lungo termine possono prodursi anche nelle aree più remote del Borneo.